# Tiếng Goth Krym
Tiếng Goth Krym là một ngôn ngữ German Đông. Đây là tiếng nói của người Goth Krym từng được nói tại vài nơi hẻo lánh ở Krym cho tới cuối thế kỷ XVIII.

## Thông tin
Sự tồn tại của một thứ ngôn ngữ German ở Krym đã được nhắc đến trong một số tư liệu niên đại từ thế kỷ IX đến XVIII. Song, chỉ một nguồn cho biết chút thông tin về chính ngôn ngữ này: một lá thư của nhà đại sứ người Fleming Ogier Ghiselin de Busbecq, viết năm 1562, cho ta một danh sách khoảng 80 từ cùng một bài hát tiếng Goth Krym.
Tư liệu của Busbecq phức tạp về nhiều mặt. Thứ nhất, người cấp thông tin cho ông phần nào kém tin cậy; một người là người Hy Lạp nói tiếng Goth Krym như ngôn ngữ thứ hai, người kia là một người Goth nói tiếng Hy Lạp làm ngôn ngữ chính. Thứ hai, cách chuyển tự của Busbecq ít nhiều chịu ảnh hưởng từ bản ngữ của ông: phương ngữ Bỉ của tiếng Hà Lan. Thứ ba, chắc chắn có lỗi chữ viết trong phiên bản hiện có của bức thư.
Tuy nhiên, hầu hết phần từ vựng Busbecq ghi chép rõ ràng có gốc German và chính ông cũng nhìn nhận điều đó:
| Tiếng Goth Krym | Tiếng Goth Kinh Thánh | Tiếng Anh | Tiếng Hà Lan | Tiếng Hạ Saxon | Tiếng Đức | Tiếng Faroe     | Tiếng Iceland | Tiếng Đan Mạch | Tiếng Na Uy | Tiếng Na Uy | Tiếng Thuỵ Điển              | Nghĩa tiếng Việt |
| Tiếng Goth Krym | Tiếng Goth Kinh Thánh | Tiếng Anh | Tiếng Hà Lan | Tiếng Hạ Saxon | Tiếng Đức | Tiếng Faroe     | Tiếng Iceland | Tiếng Đan Mạch | Bokmål      | Nynorsk     | Tiếng Thuỵ Điển              | Nghĩa tiếng Việt |
| --------------- | --------------------- | --------- | ------------ | -------------- | --------- | --------------- | ------------- | -------------- | ----------- | ----------- | ---------------------------- | ---------------- |
| apel            | apls (đ.)             | apple     | appel        | appel / Appel  | Apfel     | epli ('potato') | epli          | æble           | eple        | eple        | äpple ('apple') apel (Malus) | táo              |
| handa           | handus (c.)           | hand      | hand         | haand          | Hand      | hond            | hönd          | hånd           | hånd        | hand        | hand                         | tay              |
| schuuester      | swistar (c.)          | sister    | zus(ter)     | zus / Sester   | Schwester | systir          | systir        | søster         | søster      | syster      | syster                       | chị em           |
| hus             | -hūs (t.)             | house     | huis         | hoes / huus    | Haus      | hús             | hús           | hus            | hus         | hus         | hus                          | nhà              |
| reghen          | rign (t.)             | rain      | regen        | regen / reagn  | Regen     | regn            | regn          | regn           | regn        | regn        | regn                         | mưa              |
| singhen         | siggwan               | sing      | zingen       | zingen / sing  | singen    | syngja          | syngja        | synge          | synge       | syngja      | sjunga                       | hát              |
| geen            | gaggan                | go        | gaan         | gaon           | gehen     | ganga           | ganga         | gå             | gå          | gå          | gå                           | đi               |

(Cụm -gg- trong tiếng Goth Kinh Thánh đại diện cho /ŋg/)
Busbecq cũng liệt kê vài từ mà ông không nhận ra, nhưng có từ cùng gốc trong các ngôn ngữ German:
| Tiếng Goth Krym            | Tiếng Goth Kinh Thánh | Tiếng Anh        | Tiếng Hà Lan | Tiếng Đức | Tiếng Faroe | Tiếng Iceland | Tiếng Bắc Âu cổ | Tiếng Na Uy (BM/NN) | Tiếng Thuỵ Điển    | Tiếng Đan Mạch     | Tiếng Anh cổ | Tiếng Saxon cổ | Tiếng Thượng Đức cổ |
| -------------------------- | --------------------- | ---------------- | ------------ | --------- | ----------- | ------------- | --------------- | ------------------- | ------------------ | ------------------ | ------------ | -------------- | ------------------- |
| ano 'gà trống'             | hana                  | (không ghi nhận) | haan         | Hahn      | hani        | hani          | haðna hani      | hane (từ lỗi thời)  | hane (từ lỗi thời) | hane (từ lỗi thời) | hana         | hano           | hano                |
| malthata 'nói (quá khứ)'   | (không ghi nhận)      | (không ghi nhận) | —            | —         | mælti       | mælti         | mælti           | mælte               | †mälde †mälte      | †mælte             | maþelode     | gimahlida      | gimahalta           |
| rintsch 'sống (mũi, lưng)' | (không ghi nhận)      | ridge            | rug          | Rücken    | ryggur      | hryggur       | hryggr          | rygg                | rygg               | ryg                | hrycg        | hruggi         | ruggi               |

(Ghi chú: † từ lỗi thời)
Busbecq nhắc đến một mạo từ chỉ định mà ông viết là tho và the. Hai dạng này có thể cho thấy sự phân biệt về giống hay biến thiên tha hình; nếu đây là sự biến thiên tha hình, ta có thể so với sự biến thiên của từ "the" tiếng Anh: được phát âm là /ðə/ hay /ðiː/.